# Solar Monitoring Observatory

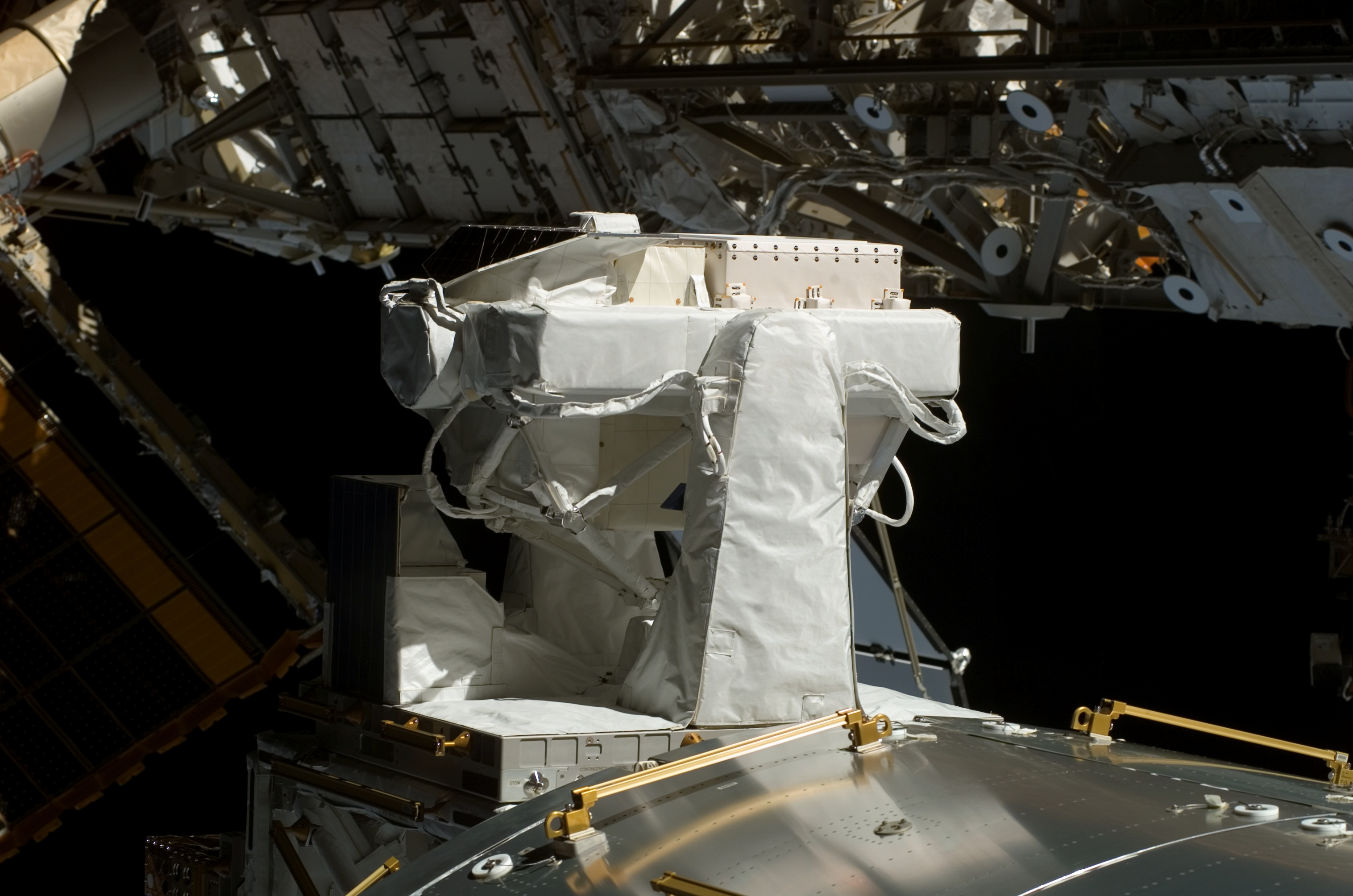
SOLAR visto en el exterior del Columbus.

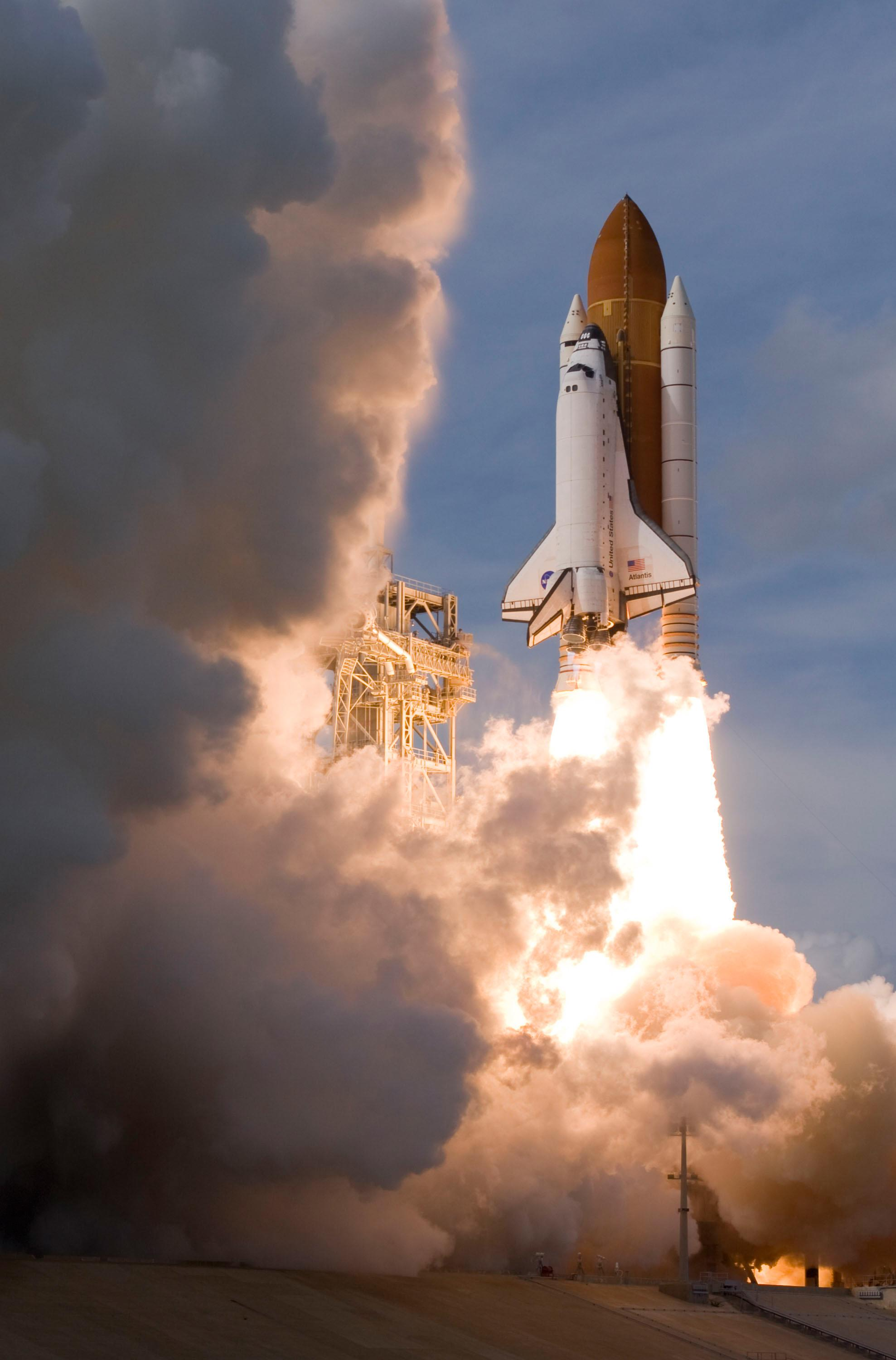
SOLAR se dirige a la órbita a bordo del STS-122.

El Solar Monitoring Observatory (SOLAR / SMO), que significa Observatorio de Monitorización Solar, fue un observatorio científico de la ESA que formó parte del laboratorio Columbus, uno de los componentes de la Estación Espacial Internacional.
El SOLAR fue lanzado junto con el Columbus en febrero de 2008 a bordo del Transbordador Espacial Atlantis en la misión STS-122 junto con la Instalación Europea de Exposición de Tecnología (EuTEF). SOLAR consiste en tres instrumentos científicos: SOVIM, SOLSPEC y SOL-ACES que en conjunto proveen mediciones detalladas de la irradiancia espectral del Sol. La plataforma SOLAR y sus instrumentos se controlan desde el  Belgian User Support and Operations Centre (B.USOC), localizado en el Belgian Institute for Space Aeronomy (BISA) en Uccle, Bélgica.

## Instrumentos
- El instrumento SOVIM (Solar Variantions and Irradiance Monitor), que quiere decir Monitor de las Variaciones de Irradiancia Solar, se basa en un instrumento anterior (SOVA) que había sido lanzado a bordo de un European Retrievable Carrier en la misión STS-46 en 1992.[7] Está diseñado para medir la radiación solar con longitudes de onda desde los 200 nanómetros hasta los 100 micrómetros. Esto cubre el ultravioleta cercano, y las áreas del espectro visible e infrarrojo.

- SOLSPEC (Solar Spectral irradiance measurements) está diseñado para medir la irradiancia espectral solar con alta resolución en el rango de 165 a 3000 nanómetros.[2]

- El SOL-ACES (Autocalibrating Extreme Ultraviolet and Ultraviolet spectrometers), que significa Espectrómetro Auto Calibrado de Ultravioleta y Ultravioleta Extremo, consiste en cuatro espectrómetros de rejilla de incidencia rasante. Están diseñados para medir el régimen espectral EUV/UV (17 — 220 nanómetros) con una resolución espectral moderada.[8]

## Mission
Originalmente estaba planeado que la misión fuese lanzada en 2003, pero terminó siendo retrasada tras el Accidente del transbordador espacial Columbia. También está planeado que algunos otros componentes sean montados en el exterior del Columbus en futuras misiones, incluyendo el Atomic Clock Ensemble in Space (ACES). El SOLAR también suele recibir el nombre de Observatorio de Monitorización Solar (Solar Monitoring Observatory) o SMO.
En 2012 la estación entera rotó para que SOLAR pudiese observar una rotación del Sol completa de forma continuada. Una rotación solar dura aproximadamente 24–28 días dependiendo de la latitud.
La misión del SOLAR terminó en 2017 con el fallo de todos sus instrumentos menos uno. En la mañana del 28 de enero de 2020 SOLAR fue retirado del FRAM 1, ubicación que ocupaba desde su instalación, y acoplado al lateral de la Cygnus NG-12 con el SDS en el lado contrario. SOLAR se desacopló de la estación el 3 de febrero de 2020 y se desintegró en la atmósfera sobre el Océano Pacífico el 13 de marzo de 2020 terminando la misión que llevaba una década fotografiando el Sol.

## Galería
|  |  |